# The Commander
The Commander (Second in Command) è un film del 2006 diretto da Simon Fellows, e interpretato da Jean-Claude Van Damme.

## Trama
Un piccolo stato dell'Europa orientale è scosso da turbolenze interne; le forze antigovernative tentano un colpo di Stato e il presidente cerca scampo nell'ambasciata USA. Tuttavia i ribelli armati non demordono e tentano di assaltare l'edificio. Quando l'ambasciatore viene ucciso, la responsabilità di difendere l'ambasciata tocca ad un manipolo di marines e al loro comandante.

## Distribuzione
In Italia, il film non è passato dalle sale cinematografiche: è stato distribuito direttamente in DVD.